# Clinton Hill (atleta)
Clinton Rory Hill (Johannesburg, 19 aprile 1980) è un velocista australiano.
Ha partecipato ai Giochi di Atene 2004, dove ha vinto una medaglia d'argento, ed ai Giochi di Pechino 2008.